# رایان هجز
رایان هجز (انگلیسی: Ryan Hedges؛ زادهٔ ۸ ژوئیهٔ ۱۹۹۵) بازیکن فوتبال اهل بریتانیا است.
از باشگاه‌هایی که در آن بازی کرده‌است می‌توان به باشگاه فوتبال سوانزی سیتی، باشگاه فوتبال لیتون اورینت، باشگاه فوتبال استیونج، و باشگاه فوتبال اورتون اشاره کرد.
وی همچنین در تیم‌های ملی فوتبال Wales national under-19 football team، زیر ۲۱ سال ولز، و ولز بازی کرده‌است.